# Dionisio di Focea
Dionisio di Focea (fl. 494 a.C.) è stato un ammiraglio, militare e pirata greco antico, originario di Focea.
Prese parte alle Guerre persiane del V secolo a.C. e guidò la flotta ionia durante la battaglia di Lade del 494 a.C. Sebbene fosse a capo di una forza formidabile, i suoi uomini, secondo Erodoto, nell'imminenza della battaglia, si rifiutarono inizialmente di affrontare la flotta persiana, per la durezza dell'addestramento subito.
Nonostante il poco che si conosce della sua vita, si sa che Dionisio fu a capo del contingente reclutato dalle varie isole della Ionia, che si unì al corpo principale della flotta greca al largo del porto milesio di Lade. 
Giunto nel campo navale di Lade, si accorse che i suoi sottoposti mostravano un morale assai basso e che era diffusa una certa indisciplina. Pensando che gli uomini fossero impreparati ad ingaggiare battaglia, ordinò un'adunanza generale durante la quale così si rivolse ai suoi uomini: 
In seguito si diede alla pirateria nel Mediterraneo occidentale. 
(Erodoto, Storie, VI, 11)